# Tischeria antilope
Tischeria antilope là một loài bướm đêm thuộc họ Tischeriidae. Nó được tìm thấy ở Namibia.